# Slovenska moderna (slikarstvo)
Slovenska moderna je oznaka za skupino slovenskih slikarjev, ki so ustvarjali na začetku 20. stoletja. Sestavljajo jo Rihard Jakopič, Ivan Grohar, Matija Jama in Matej Sternen. 